# やまぐち総合教育支援センター
やまぐち総合教育支援センター（やまぐちそうごうきょういくしえんセンター、英称：Yamaguchi Education Support Center）は、山口県が設置する教育に関する研究及び教育関係職員の研修を行う機関である。

## 概要
やまぐち総合教育支援センターは山口県における教育に関する研修、研究、情報の収集及び提供、相談等を行い、もって学校、家庭等における教育を支援するために設置され、2008年前身の山口県教育研修所を改称して現在の名称となる。
公益財団法人山口県ひとづくり財団と共同で、セミナーパークの施設設備を管理する。セミナーパークでは自治体職員や一般県民を対象とした研修が行われるが、セミナーパーク内の「情報・教科研修棟」および「技術研修棟」は専ら総合教育支援センターが実施する研修で使われ、セミナーパーク内にある「子どもと親のサポートセンター」や「ふれあい教育センター」は当センターの管理となる。施設内には、ビデオダビング装置、マークシートリーダーなどの設備がある。
「21世紀の松下村塾」をキーワードに、主に教育関係者（教員、教育事務職員）を対象とした研修や教育相談などの教育事業を実施する。

## 所在地
- やまぐち総合教育支援センター - 山口県山口市秋穂二島1062 山口県セミナーパーク内[2]

## 事業
事業内容は下記の通りである。
1. 教育関係職員及び社会教育指導者の研修に関すること
2. 教育に関する専門的、技術的事項の研究に関すること
3. 教育に関する情報の収集及び提供に関すること
4. 教育相談に関すること
5. 前項に掲げるもののほか、学校、家庭等における教育を支援するために必要な業務に関すること。

教育事業の詳細として、経験年数に応じた法定研修である「基本研修」のほか、教職員の自発的な参加による「希望研修」、更に出前研修プラン（サテライト研修）や平日に行わない土曜日プラン（スキルアップ研修）などの「支援研修」を行っている。この際、サテライト研修は一部を教職員に開放する開放講義、スキルアップ研修は県民すべてに参加する権利がある県民公開講座となっている。
他に教育情報提供事業「EIPoS」と「TeTraS」を実施。小学生の児童から一般教職員に向けた教育情報提供システムや、インターネットを用いて研修・学習ができる遠隔教育システムをはじめとするサービスを提供している。
2008年4月より、それまでの教育研修所を再編、子どもや親への支援機能を強化した組織・施設となり、臨床心理士らの専門家が常駐するようになった。

## 沿革
- 1950年（昭和25年）9月 山口県教育研究所が山口県教育庁指導課内に設置される
- 1961年（昭和36年）7月 山口県理科教育センターの設置
- 1967年（昭和42年）4月 山口県教育研修所条例公布施行により山口県教育研究所と山口県理科教育センターを統合し、山口県教育研修所が設置される。
- 2008年（平成20年）4月 山口県教育研修所条例が山口県総合教育支援センター条例に改称されたのに伴い、山口県教育研修所からやまぐち総合教育支援センターに改称。

## 組織
- 総務課
- 企画室
- 教育研修部
  - 教職研修班
  - 特別研修班
- 教育支援部
  - 学校支援班
  - 情報教育班
- 子どもと親のサポートセンター
- ふれあい教育センター

## 施設周辺の自然

### 河川
- 長沢川

### 山岳
- 火ノ山
- 陶ヶ岳
- 福西山